# Столкновение в аэропорту Анкориджа
Столкновение в аэропорту Анкориджа — авиационная авария, произошедшая 23 декабря 1983 года. На взлётной полосе аэропорта Анкориджа столкнулись авиалайнеры McDonnell Douglas DC-10-30 авиакомпании Korean Air Lines (KAL) (грузовой рейс KE084 Анкоридж—Лос-Анджелес) и Piper PA-31-350 Navajo Chieftan авиакомпании SouthCentral Air (рейс XE59 Анкоридж—Кенай). Из находившихся на борту обеих самолётов 12 человек (3 на DC-10 (пилоты) и 9 на PA-31 (8 пассажиров и 1 пилот)) никто не погиб, но 6 человек получили ранения.

## Сведения о самолётах

### McDonnell Douglas DC-10
McDonnell Douglas DC-10-30 (регистрационный номер HL7339, заводской 46960, серийный 237) был выпущен в 1977 году (первый полёт совершил 8 марта). 9 мая того же года был передан авиакомпании Overseas National Airways (ONA), в которой получил бортовой номер N1033F и имя HolidayLiner Enterprise. 11 августа 1978 года был куплен авиакомпанией Korean Air Lines (KAL) и его б/н сменился на HL7339. Оснащён тремя турбовентиляторными двигателями General Electric CF6-50C.
В тот день авиалайнер выполнял грузовой рейс (в авиакомпании KAL на тот момент ещё не было грузовых DC-10) и на его борту находился только экипаж из трёх пилотов. Состав экипажа рейса KE084 был таким:
- Командир воздушного судна (КВС) — 48-летний Бам Кили (англ. Bum Kee-lee, кор. 범기리). Очень опытный пилот, в авиакомпании KAL проработал 13 лет и 4 месяца (с 17 августа 1970 года). Управлял самолётами F-27 и Boeing 727. Налетал 12 562 часа, 6471 из них на McDonnell Douglas DC-10 (1789 из них в качестве КВС).
- Второй пилот — 51-летний Бон Хёнчо (англ. Bong Hyun-cho, кор. 봉현초). Опытный пилот, в авиакомпании KAL проработал 4 года и 5 месяцев (с 19 июля 1979 года). В должности второго пилота McDonnell Douglas DC-10 — с 16 февраля 1980 года. Налетал 8157 часов, 2995 из них на DC-10.
- Бортинженер — 34-летний Мён Кули (англ. Myong Koo-lee, кор. 이명구). Проработал в авиакомпании KAL 4 года и 10 месяцев (с 12 февраля 1979 года). Управлял самолётом Boeing 727. Налетал 2174 часа, 184 из них на McDonnell Douglas DC-10.

### Piper PA-31
Piper PA-31-350 Navajo Chieftain (регистрационный номер N35206, серийный 31-7952193) был выпущен в 1977 году. Оснащён двумя турбовинтовыми двигателями Lycoming TIO-5404.
Рейсом XE59 управлял 33-летний пилот Гэри Р. Холт (англ. Gary R. Holt), проработавший в авиакомпании SouthCentral Air 1,5 месяца (с 24 октября 1983 года) и налетавший 5115 часов (свыше 3550 из них на PA-31).

## Хронология событий

### Руление к ВПП
В 12:15 AKDT авиадиспетчер аэропорта Анкоридж разрешил рейсу XE59 руление к взлётной полосе в соответствии с его планом полёта, но позже сообщил о задержке вылета до 12:44 из-за плохих погодных условий (сильный туман). Лайнер подъехал к гейту № 37, после чего из него вышли все 8 пассажиров. После повторной посадки пассажиров и повторной связи с УВД (в 12:34) вылет рейса 059 был задержан ещё примерно на 1 час из-за продолжающегося густого тумана, прежде чем около 13:39 разрешение на руление к ВПП было получено после того, как видимость начала улучшаться. В 13:44 рейс XE59 вырулил на рулёжную дорожку W-3 (соединяет главную рулёжную дорожку «E-W» с торцом взлётной полосы № 6L), не доходя 550 метров до зоны видимости ВПП № 6L/24R, что является минимумом, необходимым для взлёта.
В 13:57 авиадиспетчер разрешил рейсу KE084 выруливать для взлёта либо на ВПП № 6R, либо на ВПП № 32. Пилоты выбрали взлётную полосу № 32, что противоречило рекомендациям авиакомпании Korean Air Lines (KAL), согласно которым вылет из аэропорта Анкоридж с ВПП № 32 был возможен при видимости не менее 2,2 километров, в то время как видимость составляла 2,8 километров.
Впоследствии NTSB не смог определить, из-за чего пилоты рейса 084 выбрали ВПП № 32 вместо ВПП № 6R, поскольку его речевой самописец сильно пострадал после столкновения и расшифровать данные не удалось. Правильный маршрут руления рейса KE084 от северного перрона до ВПП № 32 включал бы руление на юг к рулёжной дорожке «E-W», затем поворот направо снова на «E-W» и следование по ней до торца ВПП № 32, прежде чем повернуть направо непосредственно на саму взлётную полосу.
Но вместо этого лайнер вырулил на юго-запад по рулёжной дорожке W-1 до ВПП № 6L/24R и выровнялся на ней носовой частью на запад. Сильный туман не позволял авиадиспетчеру видеть маршрут руления рейса 084, из-за чего пилоты рейса KE084 оказались дезориентированы; кроме того, некоторые из освещённых указателей рулёжной дорожки и ВПП вдоль курса руления лайнера были частично или полностью выгоревшими, что делало знаки менее заметными и трудноразличимыми, а на пересечениях рулёжной дорожки W-1 с рулёжной дорожкой «E-W» и с ВПП № 6L/24R отсутствовали указатели, указывающие на наличие любой из рулёжных дорожек (последний недостаток был устранён после аварии). Высота кабины экипажа DC-10 над землёй, составляющая около 9,1 метров, усугубила дезориентацию пилотов, поскольку увеличивала дальность полёта от глаз экипажа до указателей ВПП, рулёжных дорожек и разметки ВПП.

### Столкновение
После выруливания на позицию, которую пилоты рейса 084 посчитали за ВПП № 32, КВС выразил некоторую неуверенность в том, что самолёт находится на правильной ВПП, и ненадолго задумался о переходе на ВПП № 6R, но, успокоенный уверенностью второго пилота в том, что они находятся на ВПП № 32, командир сообщил в 14:03, что рейс 084 находится на ВПП № 32, и в 14:04 авиадиспетчер дал рейсу 084 разрешение на взлёт. При этом второй пилот и бортинженер (несмотря на неуверенность КВС) не пытались посмотреть на приборы для проверки того, что курс взлётной полосы, на которой они находятся, соответствовал ВПП № 32; впоследствии следователи NTSB также не смогли определить причину этого упущения.

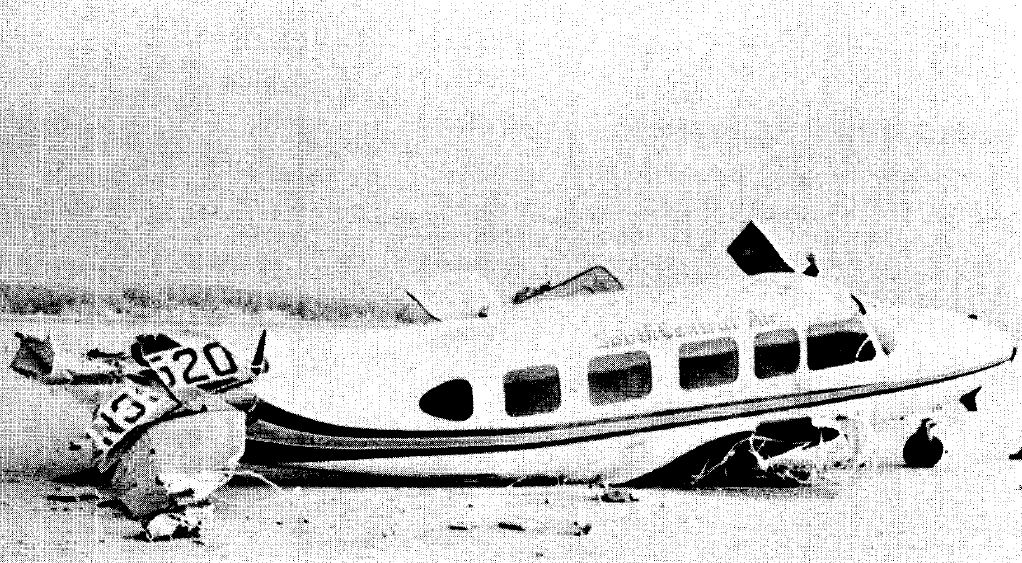
Последствия столкновения (обломки рейса 059)

В 14:05:28 авиадиспетчер УВД Анкориджа разрешил рейсу XE59 выруливать и находиться на торце ВПП № 6L, а через 50 секунд (в 14:06:18) рейс KE084 передал, что самолёт разгоняется по ВПП. Вскоре после этого пилот рейса 059 увидел приближающиеся огни, которые он изначально принял за фары грузовика, но, поняв, что огни на самом деле принадлежат взлетающему самолёту, он пригнулся и крикнул пассажирам, чтобы они сделали то же самое. В это же самое время КВС рейса 084, увидев на ВПП самолёт рейса 059, дёрнул штурвал на себя (оторвав носовую стойку шасси DC-10 от земли) и при этом сместил рули направления вправо, но примерно в 14:08:21 AKDT рейс KE084 днищем фюзеляжа в области левого крыла врезался в рейс XE59. От сильного удара PA-31 развернуло вправо и у него разорвало хвостовую часть в области стабилизаторов и оторвались оба крыла, а DC-10 после столкновения продолжил движение до конца ВПП на скорости намного ниже скорости взлёта и в 437 метрах от места столкновения врезался в 7 неразрушающихся опор, поддерживающих систему освещения захода на посадку на ВПП № 6L, разрушился и загорелся.
Несмотря на сильное разрушение PA-31, на его борту никто не погиб; при этом 3 пассажира получили незначительные травмы, а остальные 5 пассажиров и пилот не пострадали. Все 3 пилота DC-10 получили серьёзные ранения после столкновения лайнера с опорами освещения, но они успели покинуть свой самолёт до того, как он полностью сгорел (относительно уцелела только хвостовая часть в районе стабилизаторов).
В некоторых первоначальных сообщениях СМИ ошибочно указывалось, что на борту рейса 059 пострадали 7 пассажиров, а все 3 пилота рейса 084 не пострадали.

## Расследование
Расследование причин столкновения в аэропорту Анкориджа проводил Национальный совет по безопасности на транспорте (NTSB).
Окончательный отчёт расследования был опубликован 9 августа 1984 года.